# Joachim von Busse
Joachim von Busse (Budde) (ur. 14 maja 1893 w Latkowie, zm. 21 stycznia 1945) – as lotnictwa niemieckiego Luftstreitkräfte z 11 potwierdzonymi zwycięstwami w I wojnie światowej.

## Życiorys
Służył w stacjonującym w Poznaniu 1 Królewskim Pułku Strzelców Konnych Königs-Jäger-Regiment zu Pferde Nr. 1 od maja 1912 roku. Do lotnictwa został przeniesiony w marcu 1915 roku. Po okresie służby w FFA12 i Kasta 22, w sierpniu 1917 roku został przeniesiony do eskadry myśliwskiej Jagdstaffel 3, w której służył do końca listopada 1917 roku, odnosząc 4 zwycięstwa powietrzne.
30 listopada 1917 roku, po śmierci jej ówczesnego dowódcy porucznika Rudolfa Wendelmutha, został mianowany dowódcą Jagdstaffel 20. Stanowisko to sprawował do zakończenia działań wojennych, z krótkimi przerwami na leczenie po odniesieniu ran w czasie walki powietrznej 1 sierpnia 1918 roku. Do końca wojny odniósł 11 potwierdzonych i 3 prawdopodobne zwycięstwa. Latał przede wszystkim na samolotach Albatros D.III oraz Fokker D.VII. Jedną z jego ofiar był kanadyjski as myśliwski Emerson Smith, którego - po uszkodzeniu jego samolotu - von Busse zmusił do lądowania na terytorium niemieckim.

## Odznaczenia
- Królewski Order Rodu Hohenzollernów
- Krzyż Żelazny I Klasy
- Krzyż Żelazny II Klasy